# Velum (Mykologie)
Das Velum (deutsch Hülle) ist das Hüllgeflecht bei Fruchtkörpern mancher Pilze. Die Vela können als Membran, welche bei der Streckung der Fruchtkörper aufreißt, ausgeprägt sein, aber auch deutlich reduziert, beispielsweise spinnwebartig sein. Man unterscheidet zwischen dem Velum universale (Gesamthülle), welches den gesamten Fruchtkörper umhüllen kann und aus zwei Teilgeflechten, dem Pileoblem und dem Cauloblem besteht, und dem Velum partiale (Teilhülle), welches nur die Fruchtschicht junger Fruchtkörper verhüllt. Von den Vela erzeugte Strukturen sind z. B. Bänder am Stiel, Stielringe, Hautreste oder Flocken auf dem Hut oder eine Volva an der Stielbasis. Velumstrukturen bzw. Velumreste sind sehr wichtige makroskopische Merkmale zur Unterscheidung von Pilzarten.

## Velum universale (Gesamthülle)
Das Velum universale besteht aus zwei Teilgeflechten, dem Pileoblem und dem Cauloblem. Das Pileoblem befindet sich auf dem Hut, kann aber über den Hutrand hinausreichen und auch am Stiel etwas herablaufen. Das Cauloblem beginnt an der Stielbasis und umhüllt den Stiel, an dem es aufsteigt. Pileoblem und Cauloblem verschmelzen zu einem dann einheitlich erscheinenden Velum universale oder sie schieben sich an der Kontaktstelle übereinander. So sieht man beispielsweise bei Hallimasch-Arten (Gattung Armillaria) auf dem Cauloblem Reste des Pileoblems in Form von kleinen, dunkelbraunen Flöckchen.
Das Velum universale erzeugt – je nach Pilzart bzw. -gattung – eine Volva an der Stielbasis, sogenannte Velumbänder am Stiel, aufsteigende oder auch frei bewegliche Ringe am Stiel (oft gemeinsam mit dem Velum partiale), Hüllreste auf dem Hut (wie z. B. die weißen Flocken auf dem Hut des Fliegenpilzes). Das Pileoblem als Teil des Velum universale kann aber auch komplett mit der Hutoberfläche verwachsen und so eine nicht mehr als Velumstruktur erkennbare Hutdeckschicht bilden. So ist das als oft Huthaut bezeichnete Abschlussgeflecht des Hutes des Geflecktblättrigen Flämmlings (Gymnopilus penetrans) ein reduziertes und völlig verwachsenes Pileoblem. Das Cauloblem hingegen ist hier weiterhin deutlich ausgeprägt und erzeugt bei dieser Art auffällige Velumstrukturen auf der Stieloberfläche.

## Velum partiale (Teilhülle)
Das Velum partiale besteht nur aus dem Lipsanoblem. Es zieht sich von der Stielspitze bzw. vom oberen Bereich des Stiels zum Hutrand. Oft ist das Velum partiale deutlich reduziert und spinnwebartig fädig. Es wird in dem Fall auch als Cortina bezeichnet.

## Nomenklatur der Fruchtkörperentwicklung nach Vorhandensein der Vela
Fruchtkörper, die keine Vela aufweisen, werden als gymnocarpe Fruchtkörper bzw. diese Form der Fruchtkörperentwicklung als Gymnocarpie bezeichnet.
Tritt nur das Velum universale auf, aber kein Velum partiale bzw. kein Lipsanoblem, so wird dies als Monovelangiocarpie bezeichnet. Ein Beispiel hierfür wäre der Beringte Erd-Ritterling (Tricholoma cingulatum). Für den Sonderfall, dass das Velum universale nur im Primordium (der Fruchtkörperanlage) nachweisbar ist und danach aber in der weiteren Entwicklung verschwindet, wird der Begriff Hypovelangiocarpie verwendet.
Tritt nur das Velum partiale (bzw. das Lipsanoblem) auf, so wird die Fruchtkörperentwicklung als Paravelangiocarpie bezeichnet. Hierbei ist aber anzumerken, dass das Velum universale genau genommen auch hier vorhanden ist, nur sehr unauffällig ist und daher kaum in Erscheinung tritt. Der Begriff wird auch verwendet, wenn die Bildungsweise eines Stielrings noch unklar ist, aber keine (auffälligen) Spuren eines Velum universale vorhanden sind.
Treten sowohl das Velum universale als auch das Velum partiale auf, so wird der Begriff Bivelangiocarpie verwendet. Ein Beispiel hierfür wären die Wulstlinge (Gattung Amanita). Für den Sonderfall, dass die beiden Vela nur am Primordium nachweisbar sind und dann völlig verschwinden, wir der Begriff Metavelangiocarpie verwendet.

## Erkennen der Velumstrukturen
Die genaue Einordnung des Typs der Fruchtkörperentwicklung ist rein makroskopisch oft nicht möglich. So erscheint der Aufsteigende Ring des Amiant-Körnchenschirmlings (Cystoderma amianthinum) makroskopisch betrachtet nur als eine reine Bildung des Velum universale, dabei ist hier die Innenseite des abstehenden Teils des Rings eine Bildung des Velum partiale bzw. des Lipsanoblems, welches mit dem Velum universale hier völlig verschmolzen ist. Es sind also beide Vela vorhanden.
Auch scheinbar gymnocarpe Pilzarten können Vela aufweisen. So sind beim Kirschroten Spei-Täubling (Russula emetica) sowohl das Caulo- als auch das Pileoblem vorhanden, nur sehr stark reduziert und anatomisch am sehr jungen Fruchtkörper als zusammenhängende Schicht senkrecht abstehender Gloeocystiden nachweisbar. Der Halsband-Schwindling (Marasmius rotula) wird je nach Autor als gymnocarp oder als paravelangiocarp bezeichnet. Studien der Primordienontogenie zeigen jedoch, dass der Halsband-Schwindling von einer Gesamthülle umgeben wird. Sie verwächst am Hut mit dem Hutfleisch und bildet die spätere Huthaut des Pilzfruchtkörpers. Daher erscheint er als scheinbar gymnocarp.
Bei Vertretern der Schirmlinge (Gattung Lepiota) erkennt man bei vielen Arten Velumbänder am Stiel. So z. B. beim Wolliggestiefelten Schirmling (Lepiota clypeolaria). Auf dem Hut ist das Velum universale jedoch mit der eigentlichen Hutdeckschicht fest verwachsen, aber auch dort vorhanden. Das Lipsanoblem ist hier eher unauffällig und spinnwebartig ausgeprägt, aber ebenfalls vorhanden.

## Ring
Der Ring, auch als Manschette bezeichnet, kann entweder nur vom Velum partiale oder nur vom Velum universale, aber auch von beiden Vela gemeinsam gebildet werden. Beim Hallimasch i. w. S. sind alle drei Teilstrukturen (Pileo-, Caulo- und Lipsanoblem), also sowohl das Velum universale als auch das Velum partiale am Ring beteiligt. Hierbei bilden das Lipsanoblem und das Cauloblem die Ringstruktur an sich aus, das Pileoblem bildet zusätzlich feine, bräunliche bis braune Flocken auf dem Ring.
Bei vielen Pilzarten bzw. -gattungen verwachsen die Vela miteinander, vor allem dann, wenn das Cauloblem am Stiel anliegt. Ist das Velum universale aber eine bereits an der Stielbasis vom Rand einer Knolle abgehende, häutige Struktur wie bei Arten der Gattung der Wulstlinge (Amanita), so sind das Velum universale und das Velum partiale meist sehr deutlich voneinander getrennt. Hier bildet dann nur das Velum partiale den Ring des Stiels.

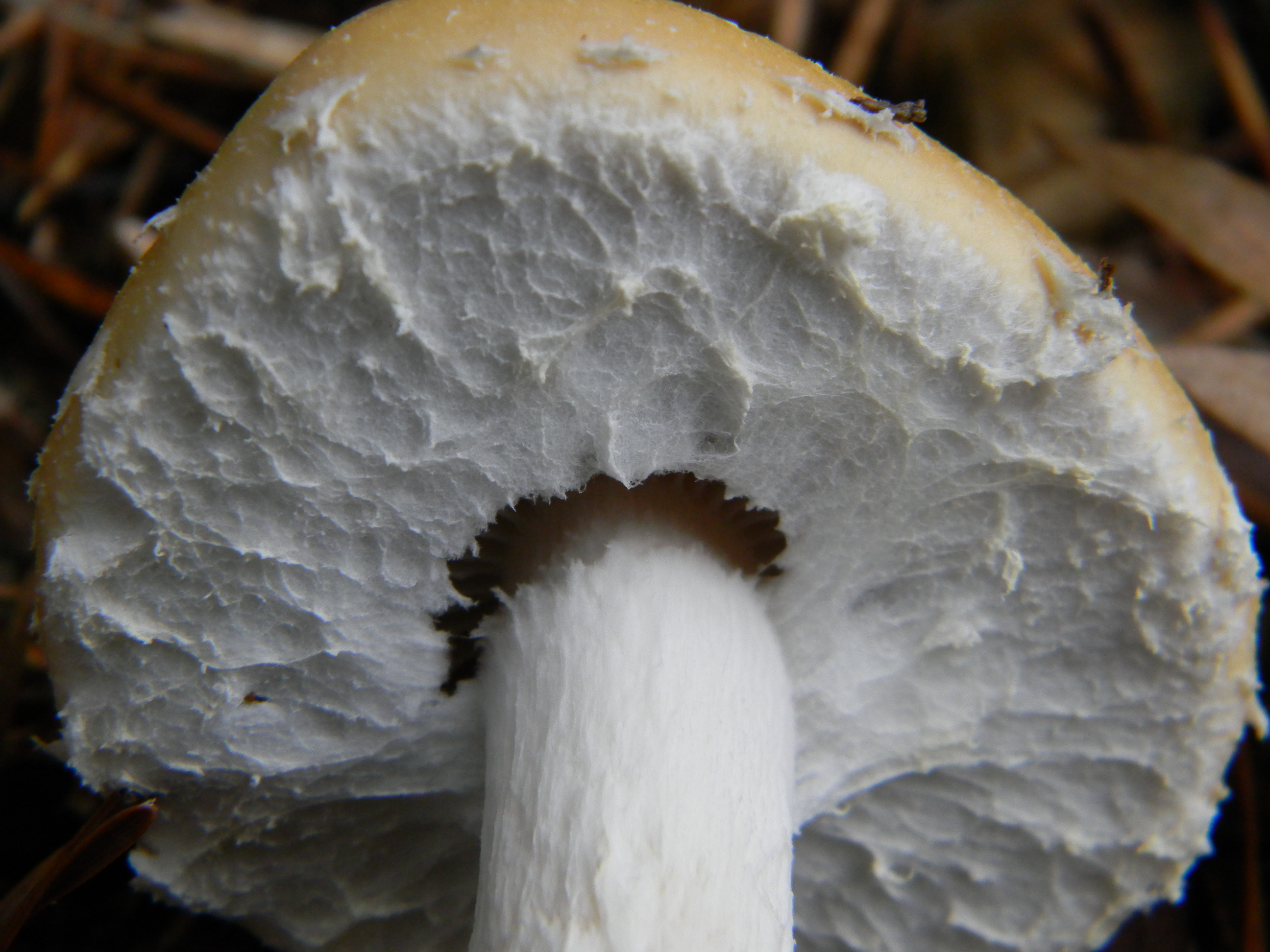
Velum universale; das Velum partiale ist hier nicht erkennbar, da es sich innerhalb des Velum universale befindet.
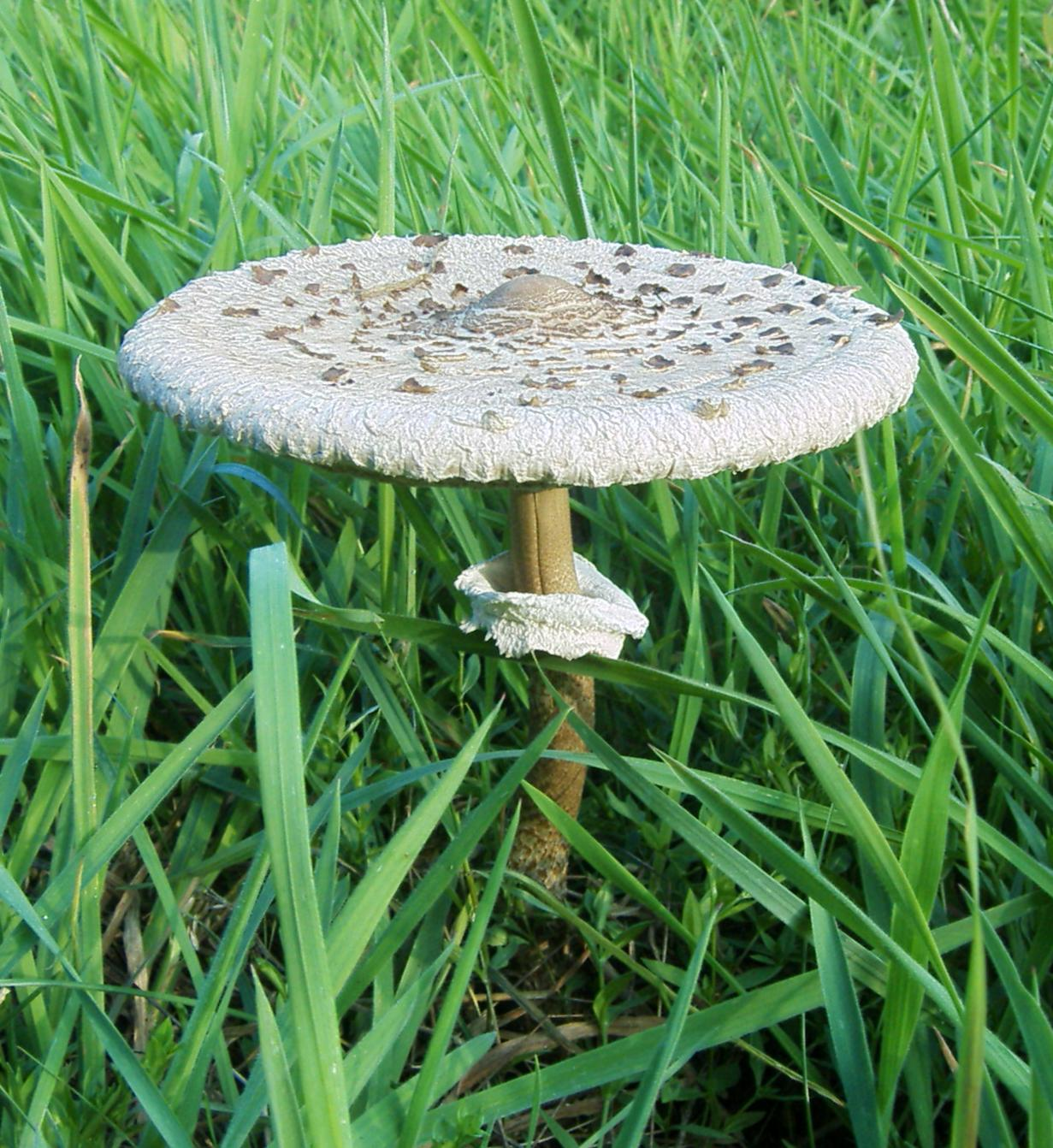
Der dicke, komplexe Ring wird hier aus dem Velum universale und dem Velum partiale gemeinsam gebildet.
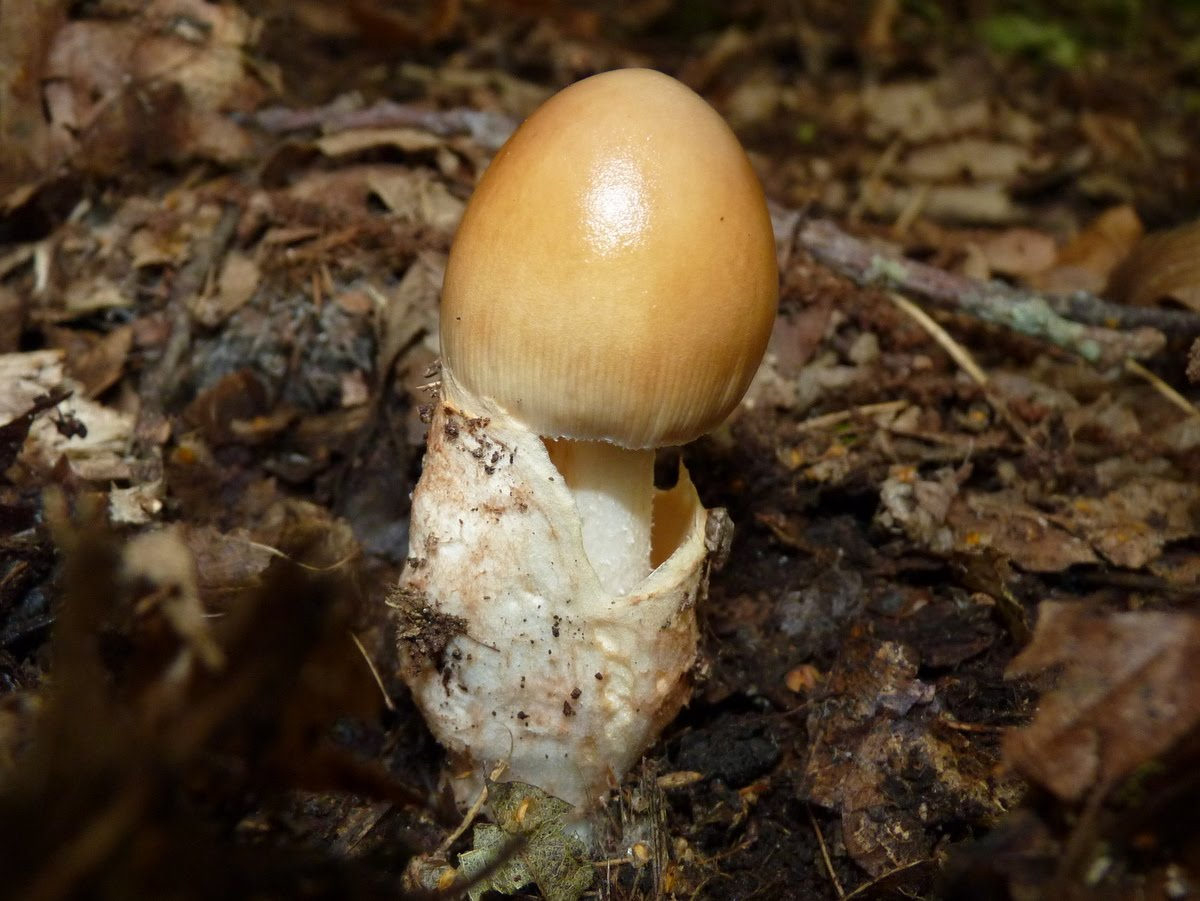
Der junge Fruchtkörper eines Orangegelben Streiflings bricht aus einem allumfassenden Velum universale
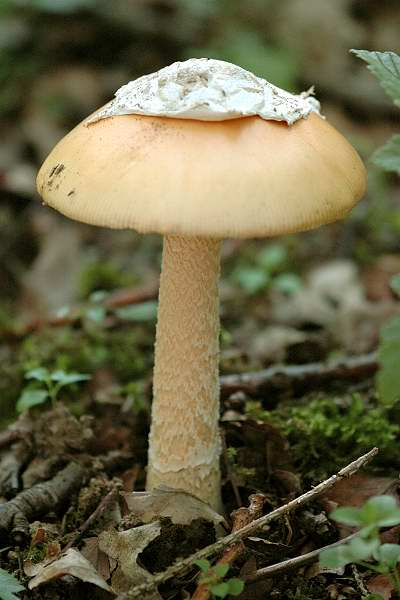
Rest eines Velum universale auf dem Hut eines Orangegelben Streiflings
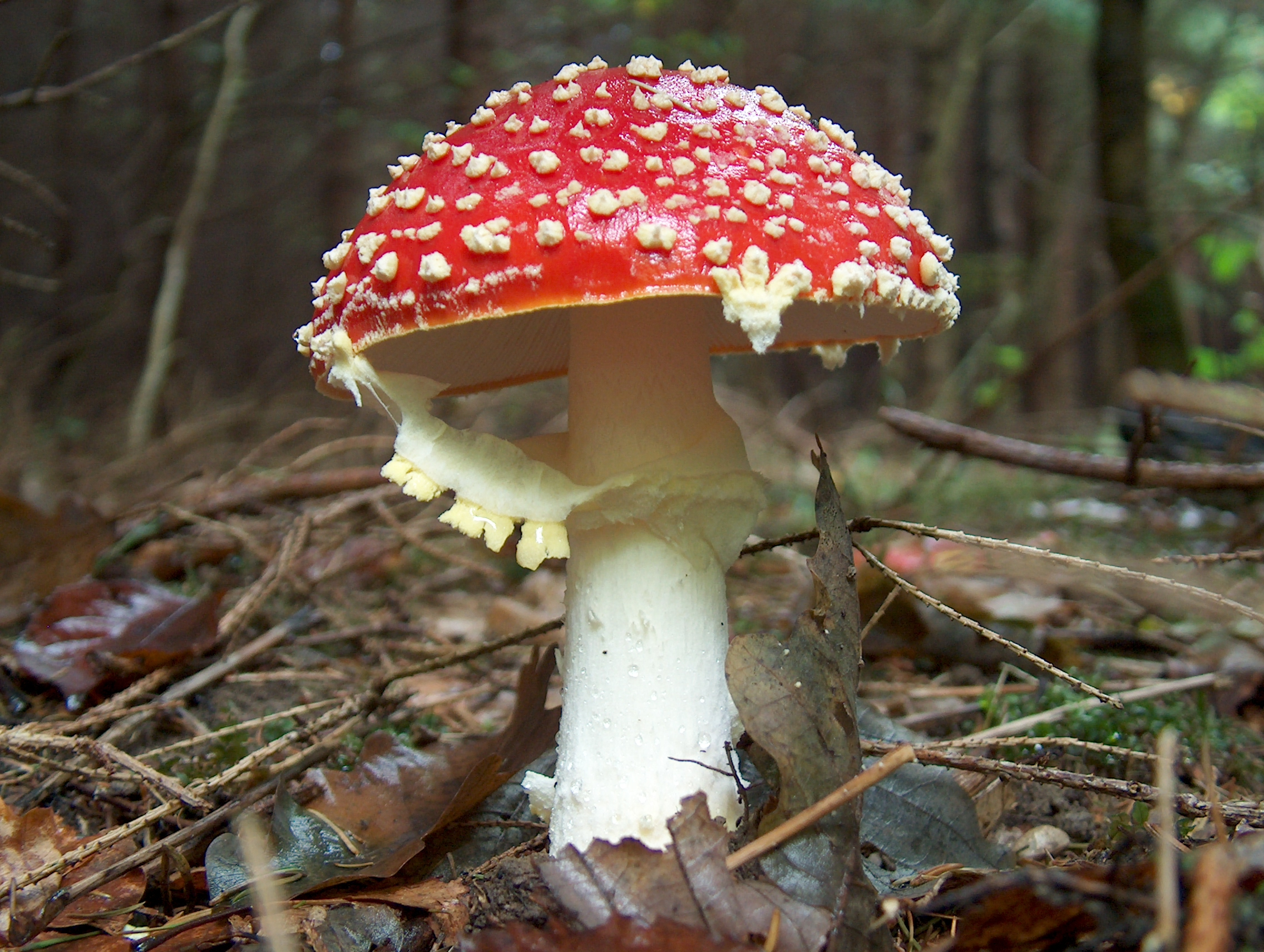
Der Fliegenpilz zeigt Reste eines Velum partiale (der Ring) und eines Velum universale (die Punkte)